# Messengers 2: The Scarecrow (film din 2009)
Mesagerii 2: Sperietoarea de ciori (în engleză Messengers 2: The Scarecrow) este un film american de groază supranatural regizat de Martin Barnewitz, cu actorii Norman Reedus, Claire Holt și Erbi Ago. Filmul este un prequel la filmul Mesagerii din 2007. A fost lansat direct-pe-video, DVD și Blu-Ray în iulie 21, 
2009.

## Rezumat
Filmul începe cu o femeie (Miranda Weatherby) care alergă prin lanurile de porumb de la un dușman nevăzut, care reușește să o omoare.
John Rollins (Norman Reedus), șeful familiei Rollins, se luptă să-și salveze ferma și să-și țină familia unită.  Câmpurile de porumb se sting pentru că sistemul de irigare nu funcționează, iar corbii mănâncă știuleții.  John are datorii la bancă.  Prietenul său, un consilier financiar, încearcă să-l convingă să vândă terenul, dar ulterior se dezvăluie că este pentru confortul său.  Într-o zi, John descoperă o ușă secretă în hambarul său, unde găsește o sperietoare ciudată.  După ce a plasat misterioasa sperietoare pe câmp, norocul lui se schimbă, dar acest lucru activează și un blestem înfiorător care a început totul.  În timp ce recoltele încep să crească, el începe să găsească păsări moarte pe câmp, precum și o fetiță misterioasă care continuă să apară de nicăieri.  În același timp, căsnicia lui zbuciumată începe să aibă mai multe complicații.
Mai multe persoane încep să moară, inclusiv consilierul financiar (după ce face o mișcare pentru a-i reface ferma lui John) și un prieten al lui John care încearcă să-și lovească soția, încercând să o convingă să-l părăsească pe John.  În același timp, John întâlnește un nou vecin, Jude Weatherby (Richard Riehle), care pare să știe mai multe decât pare să știe despre evenimentele din jurul sperietoarei.  John începe să creadă că sperietoarea este sursa problemelor sale și o arde, cu prețul pierderii sesiunii de terapie cu soția sa, dăunând și mai mult relației lor.  El merge la Jude pentru sfat, în schimb și-a văzut soția, Miranda, pe care o văzuse dezbrăcându-se înainte.  Miranda îi dă niște ceai, pe care l-a îmbinat cu droguri.  John cade și Miranda profită de asta și îl violează.  În cele din urmă, John își dă seama ce i-a făcut Miranda și se simte vinovat, nefiind îmbunătățit de soția sa crezând că o înșală.
John realizează că familia lui l-a părăsit pentru că nu și-a respectat promisiunile și apoi descoperă că Jude și Miranda sunt fantomele foștilor proprietari ai fermei.  Evocaseră un blestem voodoo pentru a-i ajuta, iar acum îi spun lui John că, pentru a supraviețui, trebuie să lase sperietoarea să-și omoare familia.  Ei dezvăluie că sperietoarea face tot ce este necesar pentru a proteja pământul pe care îl supraveghează și pentru a se asigura că recoltele stăpânului său își ating întregul potențial.  Îi va distruge pe oricine se pune în calea acestui lucru și, văzând că familia lui John este o distragere a atenției pentru agricultura lui, sperietoarea îi urmărește în continuare.
Șeriful rămâne inconștient, dar Mary bănuiește că John l-a atacat și i-a ucis și pe ceilalți doi bărbați.  Crezând că John a înnebunit, Mary încearcă să-și scoată copiii afară.  Fiul ei mic, Michael, care a fost conștient de sperietoare de tot timpul, fuge să-și ajute tatăl, unde ceilalți văd că sperietoarea prinde viață și atacă familia.  Sperietoarea îl ucide pe șeriful și o atacă pe fiica adolescentă a soților Rollin, Lindsay.  Cu toate acestea, John reușește să-l supune pe Sperietoare într-o luptă, iar Michael o lovește cu tractorul lui John.  Familia distruge apoi sperietoarea.

## Distribuția
Norman Reedus ca John Rollins
Heather Stephens ca Mary Rollins
Claire Holt în rolul Lindsay Rollins
Laurence Belcher ca Michael Rollins
Richard Riehle ca Jude Weatherby
Darcy Fowers ca Miranda Weatherby
Erbi Ago ca Randy
Matthew McNulty ca adjunctul Milton
Michael McCoy în rolul domnului Peterson

## Producție
Filmările au început în aprilie 2008 la Sofia, Bulgaria. Martin Barnewitz a fost atașat să regizeze Messengers 2: The Scarecrow.

## Recepție
Ca și predecesorul său, filmul a fost criticat de critici. Recepția variază de la 4,8 conform Internet Movie Database. Potrivit publicului, filmul are un rating 17% pe Rotten Tomatoes.